# Dolichopus argyrotarsus
Dolichopus argyrotarsus är en tvåvingeart som beskrevs av Johan August Wahlberg 1851. Dolichopus argyrotarsus ingår i släktet Dolichopus och familjen styltflugor. Inga underarter finns listade i Catalogue of Life.